# Staurogyne brachiata
Staurogyne brachiata är en akantusväxtart som först beskrevs av William Philip Hiern, och fick sitt nu gällande namn av Emery Clarence Leonard. Staurogyne brachiata ingår i släktet Staurogyne och familjen akantusväxter. Inga underarter finns listade i Catalogue of Life.